# 4G
4G je technologie mobilních sítí, která splňuje podmínky IMT Advanced definované Mezinárodní telekomunikační unií, mezi něž patří přenosová rychlost 1 Gbit/s pro nepohyblivá nebo pomalu se pohybující zařízení a 100 Mbit/s pro rychle se pohybující zařízení umožňující plný přístup k internetu, IP telefonii, internetový přístup k televizi s vysokým rozlišením, videokonference a 3D televizi. První komerční 4G sítě byly zprovozněny ve Švédsku a Norsku v roce 2009. Předchůdcem 4G sítí jsou sítě 3G a jejich nástupcem jsou sítě 5G.
Za prvního průkopníka 4G bývají považovány sítě Long Term Evolution, podmínky IMT Advanced však splňují až sítě LTE Advanced.